# イギー・スアレス
イグナシオ・アントニオ・スアレス（Ignacio Antonio Suarez、1981年5月3日 - ）は、アメリカ合衆国ニューヨーク州ニューヨーク出身の元プロ野球選手（遊撃手、三塁手、二塁手）。

## 経歴

### プロ入り前
1999年のMLBドラフトでテキサス・レンジャーズにドラフト34巡目（全体1035位）で指名されたが、契約を結ばずテキサス州立大学サンマルコス校へ進学した。

### プロ入りとレッドソックス傘下時代
2003年のMLBドラフトでボストン・レッドソックスにドラフト24巡目（全体714位）で指名され入団した。この年は、傘下ショートシーズンA級のローウェル・スピナーズで58試合に出場し、打率.222、0本塁打、19打点、46安打を記録した。
2004年は、傘下A級オーガスタ・グリーンジャケッツで38試合に出場し、打率.270、1本塁打、15打点、38安打を記録した。その後、傘下アドバンスA級サラソータ・レッドソックスで82試合に出場し、打率.257、1本塁打、23打点、79安打を記録した。
2005年は、傘下アドバンスA級ウィルミントン・ブルーロックスで116試合に出場し、打率.233、0本塁打、38打点、94安打を記録した。
2006年は、傘下アドバンスA級ウィルミントンで94試合に出場し、打率.265、4本塁打、36打点、87安打を記録した。その後、傘下AA級ポートランド・シードッグスで8試合に出場した。
2007年は、傘下アドバンスA級ランカスター・ジェットホークスで18試合に出場し、打率.379、0本塁打、15打点、25安打を記録した。その後、傘下AA級ポートランドで105試合に出場し、打率.253、4本塁打、33打点、89安打を記録した。
2008年も、傘下AA級ポートランドで124試合に出場し、打率.242、5本塁打、50打点、107安打を記録した。オフにはプエルトリコのウィンターリーグであるリーガ・デ・ベイスボル・プロフェシオナル・ロベルト・クレメンテ（LBPRC）に参加。レオネス・デ・ポンセに所属して33試合に出場し、打率.247、0本塁打、5打点、24安打を記録した。
2009年は、まず傘下AA級ポートランドで67試合に出場し、打率.175、1本塁打、13打点、34安打を記録した。その後、傘下AAA級ポータケット・レッドソックスで20試合に出場し、打率.167、1本塁打、8打点、10安打を記録した。オフの11月9日にFAとなった。また冬季には前年同様にLBPRCに参加し、レオネス・デ・ポンセでプレーした。

### 独立リーグ時代
2010年は、アトランティックリーグのサマセット・ペイトリオッツと契約を結んだ。89試合に出場し、打率.266、2本塁打、30打点、79安打を記録した。また冬季には3年連続でLBPRCに参加し、レオネス・デ・ポンセでプレーした。
2011年も引き続きサマセット・ペイトリオッツと契約。23試合に出場し、打率.136、0本塁打、5打点、9安打を記録した。6月14日に退団し、6月21日に同リーグのサザンメリーランド・ブルークラブスへ移籍した。ここでは10試合に出場し、打率.275、0本塁打、5打点、11安打を記録した。7月2日に退団し、
7月5日に同リーグのランカスター・バーンストーマーズへ移籍した。ここでは61試合に出場し、打率.250、1本塁打、24打点、55安打を記録した。同年限りで退団した。
2012年は、同リーグのシュガーランド・スキーターズと契約を結んだ。この年は107試合に出場し、打率.212、6本塁打、35打点、74安打を記録した。
オフの11月には、第3回WBC予選のコロンビア代表に選出された。
2013年は、同リーグのブリッジポート・ブルーフィッシュと契約を結んだ。この年は90試合に出場し、打率.233、4本塁打、27打点、67安打を記録した。

### レッドソックス傘下時代
2014年5月26日にボストン・レッドソックスと5年ぶりにマイナー契約を結んだ。怪我のため試合出場はなく、この年限りで現役を引退した。

### 現役引退後
引退後はレッドソックス傘下ショートシーズンA級ローウェル・スピナーズの打撃コーチを経て、2016年に監督に就任した。2018年からはA級グリーンビル・ドライブの監督を務めている。